# Thyene semiargentea
Thyene semiargentea là một loài nhện trong họ Salticidae.
Loài này thuộc chi Thyene. Thyene semiargentea được Eugène Simon miêu tả năm 1884.